# Nyctophilus daedalus
Nyctophilus daedalus (Thomas, 1915) è un pipistrello della famiglia dei Vespertilionidi endemico dell'Australia.

## Descrizione

### Dimensioni
Pipistrello di piccole dimensioni, con la lunghezza dell'avambraccio tra 38,3 e 45,8 mm, la lunghezza della tibia tra 18,2 e 22 mm, la lunghezza delle orecchie tra 20,5 e 25,8 mm e un peso fino a 13,2 g.

### Aspetto
La pelliccia è corta e densa. Le parti dorsali sono marroni, mentre le parti ventrali sono più chiare. Il muso è tronco, con un disco carnoso all'estremità dove si aprono le narici e dietro al quale è presente un rigonfiamento poco sviluppato, ricoperto di peli e attraversato longitudinalmente da un solco superficiale. Gli occhi sono piccoli. Le orecchie sono lunghe, larghe ed unite sulla fronte da una membrana cutanea. Le ali sono attaccate posteriormente alla base delle dita dei piedi, L'estremità della lunga coda si estende leggermente oltre l'ampio uropatagio.

## Biologia

### Comportamento
Si rifugia sotto le cortecce esfoliate, la densa vegetazione, cavità degli alberi e case. Il volo è lento e fluttuante.

### Alimentazione
Si nutre di insetti catturati a meno di tre metri dal suolo lungo i margini forestali o corsi d'acqua.

### Riproduzione
Danno alla luce due piccoli alla volta tra ottobre e novembre. Gli accoppiamenti avvengono nel mese di maggio.

## Distribuzione e habitat
Questa specie è diffusa nella parte settentrionale dell'Australia occidentale e del Territorio del Nord, nella regione di Pilbara e nel Queensland nord-occidentale.
Vive nelle foreste pluviali, monsoniche, ripariali, foreste secche di sclerofille e boschi fino a 400 metri di altitudine.

## Conservazione
Questa specie, essendo stata scoperta solo recentemente, non è stata sottoposta ancora a nessun criterio di conservazione.